# Iris verna
Iris verna är en irisväxtart som beskrevs av Carl von Linné. Iris verna ingår i släktet irisar, och familjen irisväxter.

## Underarter
Arten delas in i följande underarter:
- I. v. smalliana
- I. v. verna